# Жолли, Филипп
Филипп Жолли (нем. Philipp Johann Gustav Von Jolly; 26 сентября 1809, Мангейм — 24 декабря 1884, Мюнхен) — немецкий физик и математик. Сын мангеймского бургомистра в 1836—1849 Людвига Йолли (собственно Луи Жолли, эмигранта из Франции), брат Юлиуса Йолли, отец Людвига, Фридриха и Юлиуса фон Йолли.
С 1832 читал лекции в Гейдельбергском университете в качестве приват-доцента, в 1847 получил звание профессора, в 1854 перешёл в Мюнхенский университет, где унаследовал кафедру от Георга Симона Ома. Основные работы в области экспериментальной физики, прежде всего по проблемам осмоса и ускорению свободного падения. Среди его студентов в Мюнхене был Макс Планк, которому он посоветовал в 1878 году не заниматься физикой, говоря, что «в этой области почти всё уже открыто, и всё, что остаётся — заделать некоторые не очень важные пробелы». Планк ответил, что он не хочет открывать новые вещи, а только хочет понять основы поля. Тем не менее работы Планка послужили началом новой науки — квантовой физики.
Первый ввёл понятие об эндосмотическом эквиваленте в работе «Experimentale Untersuchungen über Endosmose» («Zeits. f. ration. Medicin», 1849). В 1878 опубликовал свои опыты по применением весов к исследованию силы тяжести и средней плотности Земли («Wied. Ann. d. Ph.» 1878). Разработал воздушный термометр системы Жолли.